# Sublimacija
Sublimacija (kasnolat. i srednjovj. lat. sublimatio, od lat. sublimare: uzvisiti, uzdignuti), u fizici, je izravan prijelaz čvrste tvari u plin, bez prethodnoga prijelaza u tekućinu. Zbiva se pri temperaturama i tlakovima nižima od trojne točke na faznom dijagramu. Ovisi o vrsti kemijske tvari. Za neku tvar, pri stalnoj temperaturi sublimacija je brža što je tlak niži, a pri stalnom tlaku sublimacija je brža što je temperatura viša (na primjer para). Tako na primjer na temperaturama nižima od ledišta vode sublimiraju led i snijeg. Po sublimaciji su poznati i ugljikov dioksid (suhi led), jod, sumpor, naftalen, kamfor, kofein i drugi. Tako na primjer ako ostavimo komadić kamfora na zraku, on će s vremenom sublimirati. Isto tako snijeg na dubljim slojevima isparava (vaporizira) zbog utjecaja topline tla, u prirodi je cijeli proces kružan, pa tako imamo isparavanje i kondenzaciju, rezultat cijelog procesa je pojava vodene pare na površini.

## Desublimacija
Desublimacija je prijelaz kemijske tvari iz plinovitoga agregatnoga stanja u čvrsto, kao na primjer nastajanje mraza naglim hlađenjem zraka zasićenoga vodenom parom.